# Oberes Lopautal
Das Obere Lopautal ist ein Naturschutzgebiet in der niedersächsischen Stadt Munster im Landkreis Heidekreis.

## Allgemeines
Das Naturschutzgebiet mit dem Kennzeichen NSG LÜ 363 ist rund 54 Hektar groß. Es umfasst den im Landkreis Heidekreis liegenden Teil des FFH-Gebietes „Gewässersystem der Luhe und unteren Neetze“. Im Norden und im Osten grenzt es an die beiden Teilflächen des Naturschutzgebietes „Lopautal“ im Landkreis Uelzen. Das Gebiet steht seit dem 1. Oktober 2020 unter Schutz.

## Beschreibung
Das Naturschutzgebiet liegt nordöstlich von Munster am Rand des Naturparks Lüneburger Heide. Es stellt einen Abschnitt der Lopau als naturnahen Geestbach und einen Teil des ihr zufließenden Wulfsoder Grabens sowie den Westergrund und Teile des in die Geest eingeschnittenen, angrenzenden Talraums unter Schutz. Die Lopau ist im Naturschutzgebiet naturnah ausgeprägt. Die Fließgewässer verfügen stellenweise über gut ausgeprägte, flutende Wasservegetation. Im Talraum sind auf feuchten Standorten Heiden, Hochstaudenfluren, Seggen- und Binsensümpfe, Grünländer, Au- und Bruchwälder und vermoorte Bereiche mit Übergangs- und Schwingrasenmooren sowie Moorwäldern sowie auf trockenen Standorten Buchen- und Eichenwälder ausgeprägt. In das Naturschutzgebiet sind mehrere von den Bächen durchflossene Teiche einbezogen.
Das Naturschutzgebiet ist Lebensraum unter anderem für Fischotter, Kammmolch, Groppe, Bachneunauge, Große Moosjungfer, Späte Adonislibelle, Gemeine Winterlibelle, Kleines Granatauge und Hochmoor-Mosaikjungfer. Das Gebiet beherbergt außerdem unter anderem den Goldenen Scheckenfalter, die Vogelarten Seeadler, Kranich, Schwarzstorch und Eisvogel und die Kreuzotter.
In den Feuchtheiden siedeln Glockenheide, Besenheide, Moorlilie, Schnabelried und Torfmoose. Die Waldgesellschaften auf feuchten Standorten werden je nach Ausprägung von Schwarzerle und Esche bzw. Moorbirke und Waldkiefer dominiert. Auf trockenen Standorten stocken Hainsimsen-Buchenwälder bzw. Eichen-Hainbuchen- und Eichenwälder aus Stieleiche und Hainbuche. Buchen- und Eichenwälder sind Lebensraum unter anderem für Spechte, Eulen und Fledermäuse sowie verschiedene Käferarten, darunter Eremit und Hirschkäfer. Die Wälder verfügen über einen hohen Alt- und Totholzanteil.
Das Naturschutzgebiet ist größtenteils von Wäldern umgeben. Der südliche Teil des Schutzgebietes liegt innerhalb des Truppenübungsplatzes Munster-Nord.